# Jürgen Jürgens
Jürgen Jürgens (Frankfurt am Main, 5 oktober 1925 - Hamburg, 4 augustus 1994) was een Duits koorleider en dirigent.
Jürgens studeerde bij Kurt Thomas in het Musischen Gymnasium van Frankfurt en vervolmaakte zich bij Konrad Lechner in Freiburg. Jürgens verhuisde naar Hamburg waar hij in 1955 het Monteverdi-koor oprichtte wat hij tot aan zijn overlijden in 1994 ook zou leiden. Het koor legde zich toe op de vertolking van Oude Muziek en specialiseerde zich in het oeuvre van Claudio Monteverdi.
In 1961 kreeg hij een aanstelling aan de Universität Hamburg, in 1966 werd hij daar Universitätsmusikdirektor en in 1973 volgde zijn benoeming als Universitäts-Professor.
Jürgen Jürgens nam met het Monteverdi-koort meermaals werk op. Beroemd is de versie onder zijn leiding van het koor van Il Vespro della Beata Vergine van Monteverdi met instrumentale ondersteuning door het Weense ensemble Concentus Musicus Wien. De opname won onder meer een Grand Prix du Disque.

## Erkenning
In 1985 werd hem door de Senaat van de Freien und Hansestadt Hamburg de Biermann-Ratjen-Medaille toegekend voor zijn grote culturele verdienste voor de stad. In 1991 ontving hij bovendien de Johannes-Brahms-Medaille.
Na zijn overlijden werd zijn lichaam bijgezet in het Hamburgse Hauptfriedhof Ohlsdorf.
- Biblioteca Nacional de España: XX1324581
- Bibliothèque nationale de France: cb13895801k (data)
- Gemeinsame Normdatei: 134420616
- International Standard Name Identifier: 0000 0001 1625 1953
- Library of Congress Control Number: n81058252
- MusicBrainz: c74c8892-0909-49e7-9e94-3522b8419934
- Nationale Bibliotheek van Tsjechië: xx0182949
- Nationale Bibliotheek van Israël: 987007276153005171
- Nationale Bibliotheek van Polen: a0000002625031
- Nederlandse Thesaurus van Auteursnamen: 085445460
- Istituto Centrale per il Catalogo Unico: CFIV118791
- Système universitaire de documentation: 119645629
- Virtual International Authority File: 39562228
- WorldCat: E39PBJgd3WrCgTf6rbvfmDV3cP